# Konstantinos Rallis

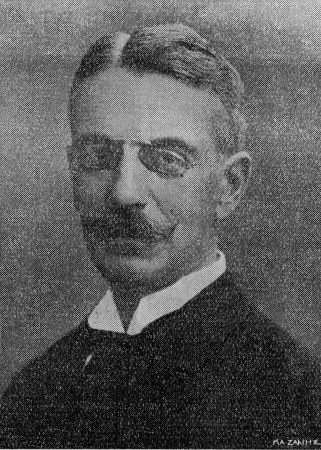
Konstantinos Rallis

 Konstantinos Rallis (griechisch Κωνσταντἵνος Ράλλης; * 1867 in Athen; † 1942 ebenda) war ein griechischer Rechtswissenschaftler und Mitglied der Akademie von Athen.

## Leben
Rallis hatte 1886–1889 in Leipzig studiert und promoviert. 1891 habilitierte er sich. Zunächst interessierte er sich für römische Rechtsgeschichte. 1910 nahm der den Ruf an den Lehrstuhl für kanonisches Recht der theologischen Fakultät der Universität Athen an und wechselte 1916 auf den Lehrstuhl für Kirchenrecht an der juristischen Fakultät. Sein Nachfolger an der theologischen Fakultät wurde Hamilcar S. Alivizatos.
Den Lehrstuhl für Kirchenrecht behielt Rallis bis zu seiner Emeritierung 1937.
1929 wurde Rallis Mitglied der Akademie von Athen.

## Werke
- Zur Adoption im römischen Recht. Athen 1891.
- Über die Versetzung der Bischöfe im Recht der Orthodoxen Ostkirche. 1898.
- Zwei unedierte Novellen des Kaisers Alexis Komnenos. 1898.
- Die Unveräußerlichkeit des Kirchenvermögens im Recht der Orthodoxen Ostkirche. 1903.
- Über die Sakramente der Beichte und der Krankensalbung im Recht der Orthodoxen Ostkirche. 1905.
- Το ποινικόν δίκαιον της Ανατολικής Ορθοδόξου Εκκλησίας. (Strafrecht der orthodoxen Kirche) 1907.
- Über das Asyl im Recht der orthodoxen Kirche. 1911.
- Über die Klosterfusion im Recht der Orthodoxen Ostkirche. In: Wissenschaftliches Jahrbuch der Athener Universität. VI (1909/1910) S. 116–140.
- Über die Demission der Bischöfe im Recht der Orthodoxen Ostkirche. 1911.
- Εγχειρίδιον εκκλησιαστικού δικαίου. (Handbuch des in Griechenland geltenden Kirchenrechts) 1927.
- Σχέσεις πολιτείας και Εκκλησίας. 1929.